# Viglain
Viglain est une commune française située dans le département du Loiret en région Centre-Val de Loire.

## Géographie

### Localisation

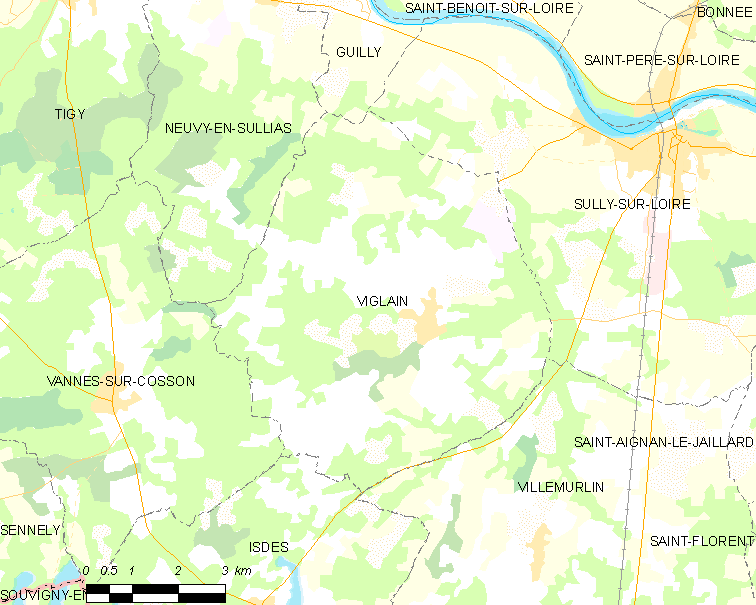
Carte de la commune de Viglain et des communes limitrophes.

La commune de Viglain se trouve dans le quadrant sud-est du département du Loiret, dans la région agricole de la Sologne,. À vol d'oiseau, elle se situe à 35,3 km  d'Orléans, préfecture du département, et à 6,7 km de Sully-sur-Loire, ancien chef-lieu du canton dont dépendait la commune avant mars 2015. La commune fait partie du bassin de vie de Sully-sur-Loire.
Les communes les plus proches sont : Villemurlin (5,4 km), Sully-sur-Loire (6,7 km), Vannes-sur-Cosson (7 km), Saint-Père-sur-Loire (7,2 km), Isdes (7,3 km), Guilly (8,5 km), Neuvy-en-Sullias (8,6 km), Saint-Benoît-sur-Loire (9 km), Bonnée (9,9 km) et Saint-Aignan-le-Jaillard (10,3 km).
| Guilly            | Sully-sur-Loire |                 |
| Neuvy-en-Sullias  | Viglain         | Sully-sur-Loire |
| Vannes-sur-Cosson | Isdes           | Villemurlin     |

### Paysages
Son terroir s'étale en une vaste plaine entourée de petites collines atteignant environ 150 mètres d'altitude.
La terre de Viglain est argilo-siliceuse. C'est une terre froide, sans humus et sans calcaire. Peu apte à la culture céréalière, les agriculteurs qui restent sur son sol pratiquent essentiellement l'élevage bovin.

### Géologie et relief

#### Géologie
La commune se situe dans le sud du Bassin parisien, le plus grand des trois bassins sédimentaires français. Cette vaste dépression, occupée dans le passé par des mers peu profondes et des lacs, a été comblée, au fur et à mesure que son socle s’affaissait, par des sables et des argiles, issus de l’érosion des reliefs alentours, ainsi que des calcaires d’origine biologique, formant ainsi une succession de couches géologiques.
Les couches affleurantes sur le territoire communal sont constituées de formations superficielles du Quaternaire et de roches sédimentaires datant du Cénozoïque, l'ère géologique la plus récente sur l'échelle des temps géologiques, débutant il y a 66 millions d'années. La formation la plus ancienne est des sables et argiles de Sologne remontant à l’époque Miocène de la période Néogène. La formation la plus récente est des alluvions récentes des lits mineurs remontant à l’époque Holocène de la période Quaternaire. Le descriptif de ces couches est détaillé dans  les feuilles « n°399 - Châteauneuf-sur-Loire » et « n°431 - Argent-sur-Sauldre » de la carte géologique au 1/50 000ème du département du Loiret, et leurs notices associées,.

Carte géologique de la commune.

|  | Fz :  | alluvions récentes des lits mineurs, Holocène                                                     |
|  | FC :  | alluvions et colluvions du fond des vallées secondaires, Holocène                                 |
|  | Fy :  | alluvions récentes des levées et montilles de la Loire et des basses terrasses du Loing, Holocène |
|  | Fx :  | alluvions de basse terrasse de la Loire, Pléistocène (Wurm), terrasse +5 m                        |
|  | Fw :  | alluvions de haute terrasse de la Loire, Pléistocène (Riss), terrasse +10 -15 m                   |
|  | Fvb : | alluvions de haute terrasse, Pléistocène (Mindel), terrasse +20 m                                 |

|  | m3-p1SASo : | sables et argiles de Sologne, Langhien supérieur à Pliocène inférieur |

#### Relief
La superficie cadastrale de la commune publiée par l’Insee, qui sert de références dans toutes les statistiques, est de 39,99 km2,. La superficie géographique, issue de la BD Topo, composante du Référentiel à grande échelle produit par l'IGN, est quant à elle de 39,83 km2.

### Hydrographie
La commune, qui comprend de nombreux écarts, est traversée par trois rivières : l'Aulne prend sa source vers la Reprenelière et dessert tout le village ; elle alimentait autrefois le lavoir communal (126 m). La Colmine qui vient des Étangs Plats, passe à Beauregard et rejoint l'Aulne. Le Bec d'Able (Bédable, ou Bédabe dans la prononciation dialectale locale) qui prend sa source à la Martinière à Isdes, constitue du Sud-Est au nord-Est la limite naturelle entre Viglain et les communes limitrophes. Elle recueille l'Aulne à Corbon, à la limite de la commune de Sully-sur-Loire avant de se jeter dans la Loire à Port-à-Chambert.
Une trentaine d'étangs, de toutes dimensions, parsèment la commune. Les terres se partagent entre prairies, cultures et une grande domination de bois et landes.

### Lieux-dits et écarts
Beauregard ; le Béon ; l'Iphe ; la Buffière ; la Haie ; les Audenots ; Baffou ; les Thibaudières ; Lousseau ; le Ramier; la Plaine de Puiseau.

### Climat
Pour des articles plus généraux, voir Climat du Centre-Val de Loire et Climat du Loiret.
En 2010, le climat de la commune est de type climat océanique dégradé des plaines du Centre et du Nord, selon une étude du CNRS s'appuyant sur une série de données couvrant la période 1971-2000. En 2020, Météo-France publie une typologie des climats de la France métropolitaine dans laquelle la commune est exposée à un climat océanique altéré et est dans la région climatique Centre et contreforts nord du Massif Central, caractérisée par un air sec en été et un bon ensoleillement.
Pour la période 1971-2000, la température annuelle moyenne est de 10,7 °C, avec une amplitude thermique annuelle de 15 °C. Le cumul annuel moyen de précipitations est de 721 mm, avec 11,1 jours de précipitations en janvier et 7,2 jours en juillet. Pour la période 1991-2020, la température moyenne annuelle observée sur la station météorologique de Météo-France la plus proche, sur la commune de Villemurlin à 5 km à vol d'oiseau, est de 11,6 °C et le cumul annuel moyen de précipitations est de 691,2 mm,. Pour l'avenir, les paramètres climatiques de la commune estimés pour 2050 selon différents scénarios d'émission de gaz à effet de serre sont consultables sur un site dédié publié par Météo-France en novembre 2022.

### Milieux naturels et biodiversité

#### Sites Natura 2000
Le réseau Natura 2000 est un réseau écologique européen de sites naturels d’intérêt écologique élaboré à partir des Directives «Habitats » et «Oiseaux ». Ce réseau est constitué de Zones Spéciales de Conservation (ZSC) et de Zones de Protection Spéciale (ZPS). Dans les zones de ce réseau, les États membres s'engagent à maintenir dans un état de conservation favorable les types d'habitats et d'espèces concernés, par le biais de mesures réglementaires, administratives ou contractuelles. L'objectif est de promouvoir une gestion adaptée des habitats tout en tenant compte des exigences économiques, sociales et culturelles, ainsi que des particularités régionales et locales de chaque État membre. les activités humaines ne sont pas interdites, dès lors que celles-ci ne remettent pas en cause significativement l’état de conservation favorable des habitats et des espèces concernés,. Un site Natura 2000 est présent sur le territoire communal de Viglain, dénommé « Sologne »
La « Sologne » a été désignée site d'importance communautaire par arrêté du 26 octobre 2009 et est codée FR2402001. Le site occupe la quasi-totalité du territoire communal. D'une superficie totale de 346 184 ha,elle  constitue une vaste étendue émaillée d'étangs, située en totalité sur les formations sédimentaires du burdigalien. L'agriculture est en recul et on observe une fermeture des milieux naturels (landes). Plusieurs ensembles naturels de caractère différent se distinguent sur ce site :
- la Sologne des étangs ou Sologne centrale, qui recèle plus de la moitié des étangs de la région ; les sols sont un peu moins acides que dans le reste du pays ;
- la Sologne sèche ou Sologne du Cher, qui se caractérise par une plus grande proportion de landes sèches à bruyère cendrée, callune et Hélianthème faux-alysson ;
- la Sologne maraîchère, qui abrite encore une agriculture active et possède quelques grands étangs en milieu forestier ;
- la Sologne du Loiret, au nord, qui repose en partie sur des terrasses alluviales de la Loire issues du remaniement du soubassement burdigalien, ensemble auquel appartient la commune de Viglain.

#### Zones nationales d'intérêt écologique, faunistique et floristique
L’inventaire des zones naturelles d'intérêt écologique, faunistique et floristique (ZNIEFF) a pour objectif de réaliser une couverture des zones les plus intéressantes sur le plan écologique, essentiellement dans la perspective d’améliorer la connaissance du patrimoine naturel national et de fournir aux différents décideurs un outil d’aide à la prise en compte de l’environnement dans l’aménagement du territoire. Le territoire communal de Viglain comprend une ZNIEFF de type 1 dénommée « Étang de Puiseau ».
D'une superficie de 1,33 hectare, cet étang est localisé au Sud du lieu-dit « Puiseau », au nord-ouest du bourg. Son altitude varie entre 140 et 145 m. Les berges nord accueillent six espèces de plantes déterminantes dont une protégée en région Centre-Val de Loire : Cicendia filiformis (seules trois stations connues dans le Loiret depuis 2000) et une protégée à l'échelle nationale : Pilularia globulifera.

## Histoire
Les habitants les plus anciens du site de Viglain sont assez mal connus. Comme pour les différentes vallées des rivières  de Sologne, on peut supposer que des populations s'installèrent après la dernière grande glaciation (-15000 ans avant le temps actuel) comme peuvent en témoigner quelques outils de pierre de type magdalénien retrouvés lors de fouilles au Muids. Avant cet âge néolithique, aucune trace de passage d'hommes n'a été décelée ce qui ne nie pas que des populations aient pu fréquenter la région dès la fin du tertiaire. Les époques du bronze puis du fer virent arriver sans doute des peuplades Celtes (VIe siècle av. J.-C.) mais il faudra attendre l'époque gallo-romaine pour situer Viglain entre deux routes reliant Orléans et Sancerre.
On note avec certitude la présence de l'église en 1154 attestée par une lettre de l'évêque d'Orléans donnant au chapitre de Jargeau les revenus de cette église. Viglain est alors constitué de deux fiefs importants : Beauregard et Chamon, datant probablement de l'époque mérovingienne. Au cours du temps ces deux fiefs furent plusieurs fois divisés et reconstitués jusqu'au XVIe siècle où la bourgeoisie commerçante et enrichie se mit à acquérir des terres en Sologne. C'est ainsi que le domaine de Beauregard posséda pendant un temps la majorité des terres du village.
Les guerres de Religion voient la destruction de l'église de Viglain. Après sa reconstruction, elle est rattachée au château de Sully-sur-Loire dont elle devient une paroisse.
C'est en 1658 que Viglain va s'insurger, sous la conduite du Seigneur de Baffou (Bas-Four), Gabriel de Jaucourt. Ce petit noble protestant va prendre la tête des « sabotiers de Sologne », troupes éparses de paysans révoltés contre Mazarin à la suite de mauvaises récoltes, de trop lourds impôts  et d'une dévaluation du liard. En effet, Mazarin, à la recherche de revenus pour le trésor de la France et redoutant le peuple de Paris, avait fait frapper à Meung-sur-Loire une pièce nouvelle, le liard de Meung, qui devait obligatoirement remplacer la monnaie en cours en la dévaluant très fortement, ce qui diminuait les revenus des paysans et des petits nobles terriens. D'abord victorieux contre les troupes royales à Sully-sur-Loire, les insurgés furent vaincus par Colbert et Gabriel de Jaucourt condamné à mort. Cet épisode est souvent nommé « révolte des sabotiers » ou « guerre des saboteux de Soulogne ».
Au XVIIIe siècle, Viglain verra s'installer à Béon le vicomte de l'Epinière époux de Caroline de Pâris, veuve de Villemotte, arrière-grand-mère du Maréchal Lyautey.
Il faudra attendre le XIXe siècle pour que les chemins soient améliorés et les marais comblés ou assainis par des étangs, les terres amendées et les propriétés morcelées pour que des agriculteurs propriétaires s'installent.
Si le village a été bombardé lors de la Seconde Guerre mondiale, il s'est profondément transformé depuis 1950 avec l'industrialisation de Sully-sur-Loire et le développement des transports individuels. C'est aujourd'hui une agglomération qui voit sa population augmenter, se renouveler et se diversifier.

### Héraldique
| Blason de Viglain | Les armes de Viglain se blasonnent ainsi : D'azur au chevron d'or accompagné en pointe d'un lion du même, au chef d'argent chargé de trois merlettes de sable. |

## Urbanisme

### Typologie
Au 1er janvier 2024, Viglain est catégorisée commune rurale à habitat dispersé, selon la nouvelle grille communale de densité à sept niveaux définie par l'Insee en 2022.
Elle est située hors unité urbaine. Par ailleurs la commune fait partie de l'aire d'attraction de Sully-sur-Loire, dont elle est une commune de la couronne,. Cette aire, qui regroupe 8 communes, est catégorisée dans les aires de moins de 50 000 habitants,.

### Occupation des sols
L'occupation des sols de la commune, telle qu'elle ressort de la base de données européenne d’occupation biophysique des sols Corine Land Cover (CLC), est marquée par l'importance des territoires agricoles (51,9 % en 2018), en diminution par rapport à 1990 (55,2 %). La répartition détaillée en 2018 est la suivante : 
forêts (44,3 %), prairies (20,7 %), zones agricoles hétérogènes (19,4 %), terres arables (11,9 %), espaces verts artificialisés, non agricoles (2 %), zones urbanisées (1,7 %).
L'évolution de l’occupation des sols de la commune et de ses infrastructures peut être observée sur les différentes représentations cartographiques du territoire : la carte de Cassini (XVIIIe siècle), la carte d'état-major (1820-1866) et les cartes ou photos aériennes de l'IGN pour la période actuelle (1950 à aujourd'hui).

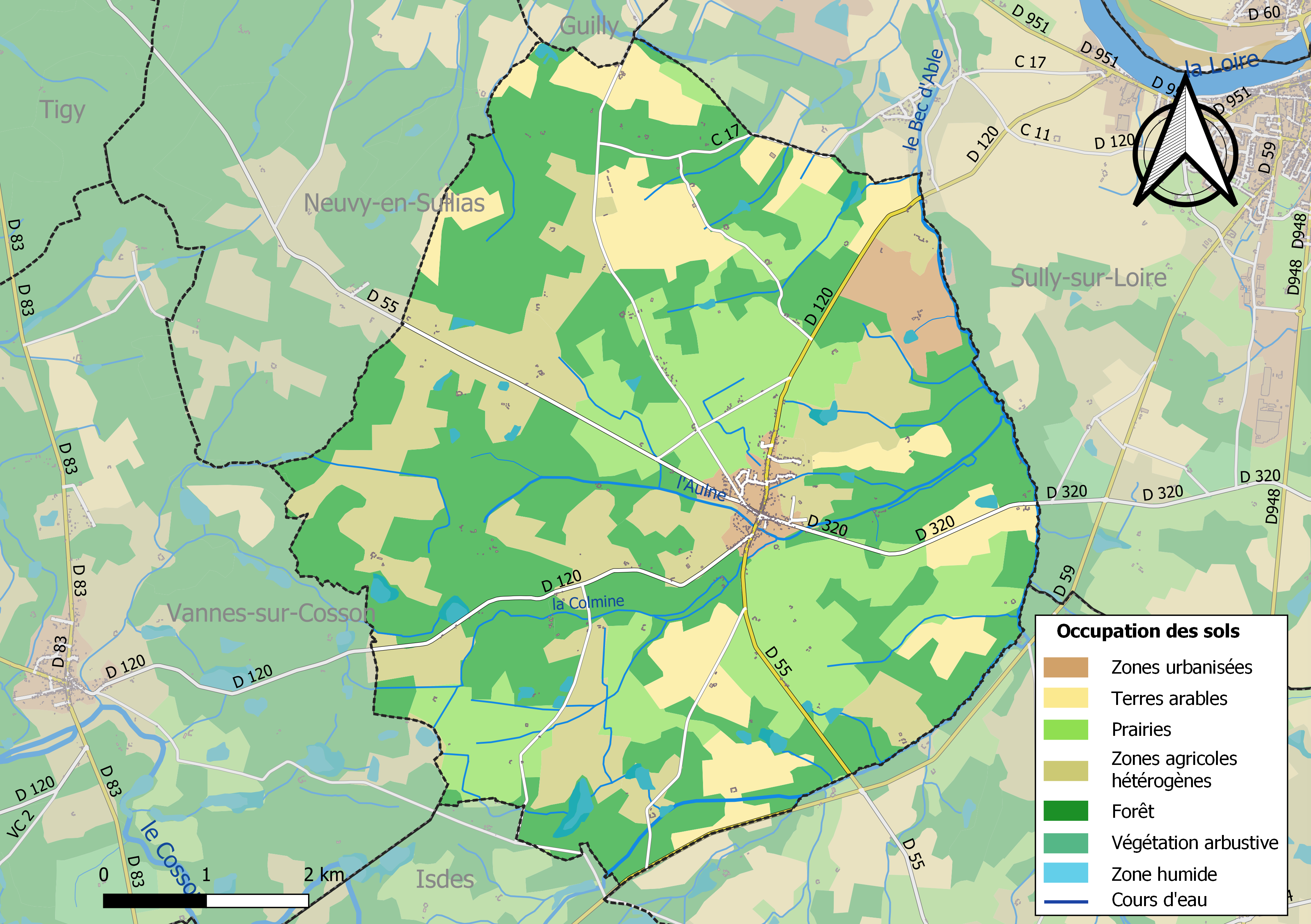
Carte des infrastructures et de l'occupation des sols de la commune en 2018 (CLC).
Carte orthophotographique de la commune en 2016.

### Planification

#### Plan local d'urbanisme
La commune prescrit l'élaboration d'un plan d'occupation des sols en février 1984. Le document est approuvé en mars 1989 puis révisé en décembre 2001 et en mars 2008.
La loi relative à la solidarité et au renouvellement urbains du 13 décembre 2000, dite loi SRU, complétée par la loi urbanisme et habitat du 2 juillet 2003, marque une évolution de la planification urbaine en créant notamment les plans locaux d’urbanisme (PLU), vecteurs de projets de territoire, appelés à se substituer progressivement aux plans d’occupation des sols. Le PLU contient deux éléments nouveaux par rapport au POS : le plan d'aménagement et de développement durable (PADD), qui exprime le projet de la ville par des orientations générales en matière d'urbanisme, de développement, d'équipement et de préservation de l'environnement et les orientations d'aménagement et de programmation (OAP) qui correspondent à des zooms qui peuvent porter sur des quartiers ou secteurs à mettre en valeur, réhabiliter, restructurer ou aménager, ou sur l'aménagement d'un espace public, etc. La loi Grenelle 1 du 3 août 2009 puis la loi Grenelle 2 du 12 juillet 2010 (loi portant engagement national pour l'environnement) complétées par la loi ALUR (Loi pour l'accès au logement et un urbanisme rénové) du 24 mars 2014 renforcent en outre la dimension environnementale et territoriale des documents d'urbanisme en leur fixant de nouveaux objectifs. Dans ce cadre le conseil municipal prescrit la révision du Plan d’occupation des sols et sa transformation en plan local d'urbanisme le 8 octobre 2015,.

#### Documents d'orientations intercommunaux
La commune est membre du Pays Sologne Val-sud, qui regroupe 29 des communes de la Sologne du Loiret. Ce pays impose un certain nombre de contraintes, que les documents d’urbanisme doivent respecter en étant compatibles avec les documents d’orientations du Pays. Le pays a notamment élaboré une charte architecturale et paysagère en 2005.
En 2012 les Pays Forêt d'Orléans Val de Loire, Loire Beauce et Sologne Val Sud sont les seuls territoires du département du Loiret ne disposant pas de schéma de cohérence territoriale (SCoT). Compte tenu  de l'intérêt de cet outil pour l'avenir des territoires, les élus de ces pays décident d'engager une démarche d'élaboration de SCOT. Le comité syndical du Pays Sologne Val Sud se prononce majoritairement en mars 2013 pour prendre la compétence SCoT dans ses statuts. Les quatre communautés de communes qui composent le Pays délibèrent en avril et mai 2013 pour confier "l'élaboration, la gestion et le suivi du SCoT" au Pays Sologne Val Sud. Les compétences sont modifiées en ce sens en juin 2013, le périmètre du SCOT est arrêté par le préfet le 10 octobre 2013. Après étude et concertation de 2014 à 2017, le document doit être approuvé en 2018.

### Voies de communication et transports

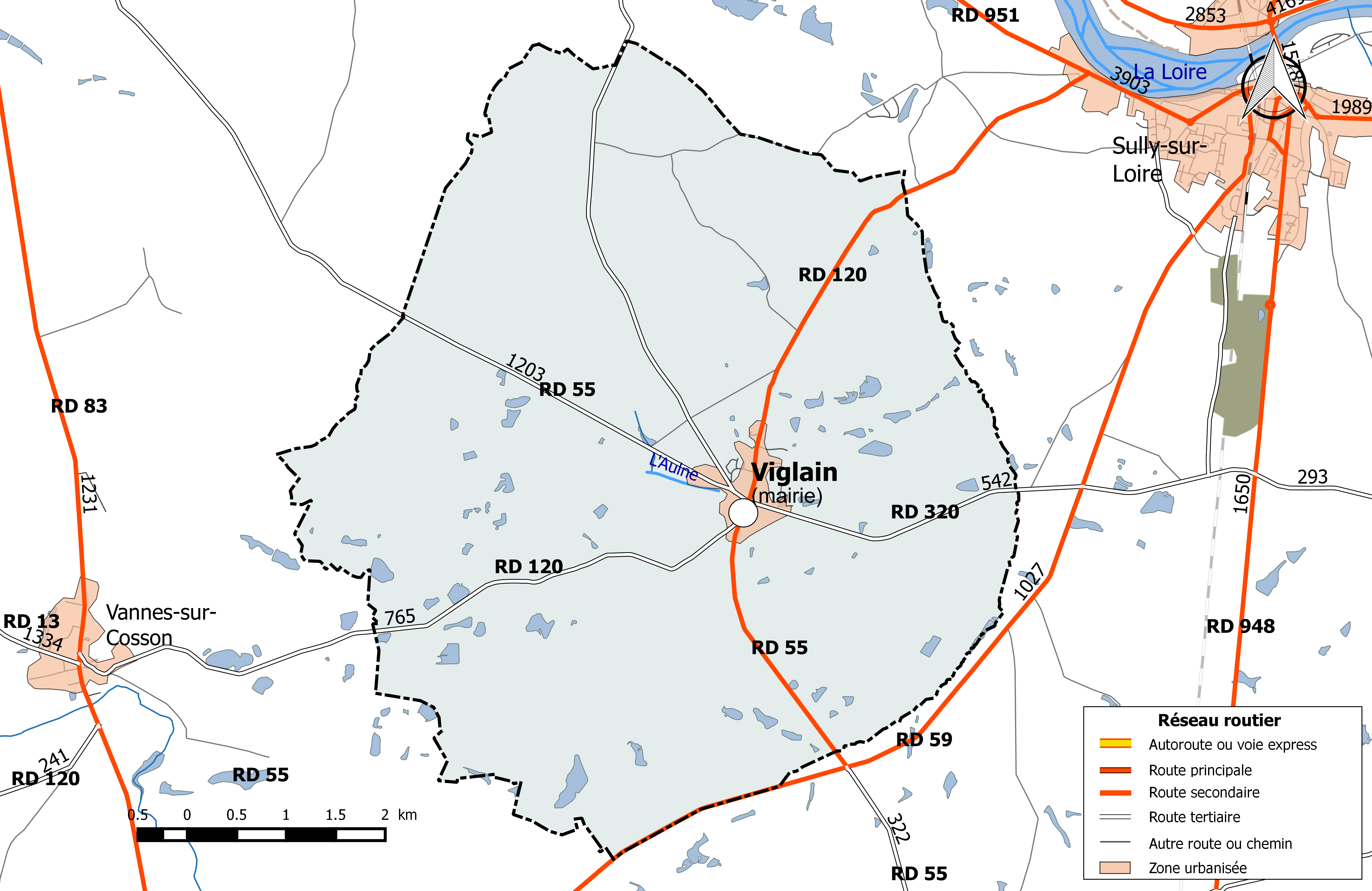
Réseau routier principal de la commune de Viglain (avec indication du trafic routier 2014).

#### Infrastructures routières
La commune est traversée par trois routes départementales à faible trafic : la RD 55 (1 203 véhicules/jour en 2014), qui relie Cerdon à Tigy, la RD 120 (765 véhicules/jour), qui relie Sully-sur-Loire à Sennely et la RD 320 (542 véhicules/jour), qui relie la commune à Saint-Aignan-le-Jaillard.
Complétant ces voies, la commune est sillonnée de plusieurs voies communales et chemins ruraux desservant ses fermes et hameaux et les bourgs environnants.

#### Transports en commun
En 2016, la commune est desservie par la ligne n°2 du réseau Ulys, le réseau interurbain de transport par autocar du Conseil départemental du Loiret. Cette ligne, qui relie Viglain à Gien, propose un nombre de dessertes variable en fonction des jours ouvrables de la semaine. Des correspondances SNCF sont assurées à la gare de Gien. À compter du 1er janvier 2017, la compétence des services de transports routiers interurbains, réguliers et à la demande est transférée des départements aux régions, et donc localement du département du Loiret à la région Centre-Val de Loire, consécutivement à la loi NOTRe du 7 août 2015. Le réseau Rémi (Réseau de mobilité interurbaine) dessert la commune avec la ligne régulière n°2 pour aller à Gien - Circuit scolaire n° 3803 pour aller à Sully-sur-Loire - Rémi + mobilité service à la demande.

### Risques majeurs
La commune de Viglain est vulnérable à différents aléas naturels : climatiques (hiver exceptionnel ou canicule), mouvements de terrain ou sismique (sismicité très faible). Elle est également exposée à un risque technologique : le risque nucléaire.
Entre 1989 et 2019, un arrêté ministériel ayant porté reconnaissance de catastrophe naturelle a été pris pour le territoire de la commune  pour des inondations et coulées de boue.

#### Risques naturels
Le territoire de la commune peut être concerné par un risque d'effondrement de cavités souterraines non connues. Une cartographie départementale de l'inventaire des cavités souterraines et des désordres de surface a été réalisée. Il a été recensé sur la commune plusieurs effondrements de cavités.
Par ailleurs, le sol du territoire communal peut faire l'objet de mouvements de terrain liés à la sècheresse. Le phénomène de retrait-gonflement des argiles est la conséquence d'un changement d'humidité des sols argileux. Les argiles sont capables de fixer l'eau disponible mais aussi de la perdre en se rétractant en cas de sècheresse. Ce phénomène peut provoquer des dégâts très importants sur les constructions (fissures, déformations des ouvertures) pouvant rendre inhabitables certains locaux. Celui-ci a particulièrement affecté le Loiret après la canicule de l'été 2003. Une grande partie du territoire de la commune est exposée à un aléa « moyen » face à ce risque, selon l'échelle définie par le Bureau de recherches géologiques et minières (BRGM).
Depuis le 22 octobre 2010, la France dispose d’un nouveau zonage sismique divisant le territoire national en cinq zones de sismicité croissante. La commune, à l’instar de l’ensemble du département, est concernée par un risque très faible.

#### Risques technologiques
Dans le domaine des risques technologiques, une partie du territoire de la commune peut être concernée par le risque nucléaire. En cas d’accident grave, certaines installations nucléaires sont en effet susceptibles de rejeter dans l’atmosphère de l’iode radioactif. Or la commune se situe partiellement à l'intérieur du périmètre de 20 km du Plan particulier d'intervention de la centrale nucléaire de Dampierre. À ce titre les habitants de la commune, comme tous ceux résidant dans le périmètre proche de 20 km de la centrale ont bénéficié, à titre préventif, d'une distribution de comprimés d’iode stable dont l’ingestion avant rejet radioactif permet de pallier les effets sur la thyroïde d’une exposition à de l’iode radioactif. En cas d'incident ou d'accident nucléaire, des consignes de confinement ou d'évacuation peuvent être données et les habitants peuvent être amenés à ingérer, sur ordre du préfet, les comprimés en leur possession.

## Politique et administration

### Découpage territorial

#### Bloc communal: Commune et intercommunalités
La paroisse et bourg de Viglain acquiert le statut de municipalité avec le  décret du12 novembre 1789 de l'Assemblée Nationale puis celui de « commune », au sens de l'administration territoriale actuelle, par le décret de la Convention nationale du 10 brumaire an II (31 octobre 1793). Il faut toutefois attendre la loi du 5 avril 1884 sur l'organisation municipale pour qu'un régime juridique uniforme soit défini pour toutes les communes de France, point de départ de l’affirmation progressive des communes face au pouvoir central.
Aucun événement de restructuration majeure du territoire, de type suppression, cession ou réception de territoire, n'a affecté la commune depuis sa création.
La commune de Viglain n'appartient à aucune intercommunalité à fiscalité propre jusqu'en 2011 et fait partie, à cette date, des 68 communes du Loiret dites « isolées ». La commune adhère à la communauté de communes du Sullias lors de la création de cette intercommunalité le 26 novembre 2012. La commune appartient à d'autres établissements publics de coopération intercommunale, de type syndicats ou autres regroupements intercommunaux. Le découpage territorial de ces structures est en constante évolution dans une perspective de rationalisation et d'efficience des services.
Depuis le 1er janvier 2017, la commune est membre de la communauté de communes du Val de Sully, issue de la fusion des communautés de communes du Sullias et de Val d'Or et Forêt, ainsi que du rattachement de la commune de Vannes-sur-Cosson .

#### Circonscriptions de rattachement
Sous l'Ancien Régime, à la veille des États généraux de 1789, la paroisse de Viglain était rattachée sur le plan ecclésiastique au diocèse d'Orléans, sur le plan judiciaire au bailliage d'Orléans  et au grenier à sel de Sully, sur le plan militaire au gouvernement d'Orléans et sur le plan administratif à la généralité d'Orléans.
La loi du 22 décembre 1789 divise le pays en 83 départements découpés chacun en six à neuf districts eux-mêmes découpés en cantons regroupant des communes. Les districts, tout comme les départements, sont le siège d’une administration d’État et constituent à ce titre des circonscriptions administratives. La commune de Viglain est alors incluse dans le canton de Sully, le district de Gien et le département du Loiret.
La recherche d’un équilibre entre la volonté d’organiser une administration dont les cadres permettent l’exécution et le contrôle des lois d’une part, et la volonté d’accorder une certaine autonomie aux collectivités de base (paroisses, bourgs, villes) d’autre part, s’étale de 1789 à 1838. Les découpages territoriaux évoluent ensuite au gré des réformes visant à décentraliser ou recentraliser l'action de l'État. La régionalisation fonctionnelle des services de l'État (1945-1971) aboutit à la création de régions. L'acte I de la décentralisation de 1982-1983 constitue une étape importante en donnant l'autonomie aux collectivités territoriales, régions, départements et communes. L'acte II intervient en 2003-2006, puis l'acte III en 2012-2015. Parallèlement l'État se réforme périodiquement. La réforme de l’administration territoriale de l’État (RéATE), entrée en vigueur au 1er janvier 2010 et issue de la révision générale des politiques publiques (RGPP) est une des grandes réformes visant à simplifier l'organisation de l’État.
Le tableau suivant présente les rattachements, au niveau infra-départemental, de la commune de Viglain aux différentes circonscriptions administratives et électorales ainsi que l'historique de l'évolution de leurs territoires.
| Circonscription             | Nom                | Dernière période | Type de circonscription      | Évolution du découpage territorial |
| --------------------------- | ------------------ | ---------------- | ---------------------------- | --- |
| District                    | Gien               | 1790-1795        | Administrative               | La commune est rattachée au district de Gien de 1790 à 1795,. La Constitution du 5 fructidor an III, appliquée à partir de vendémiaire an IV (1795) supprime les districts, rouages administratifs liés à la Terreur, mais maintient les cantons qui acquièrent dès lors plus d'importance. |
| Canton                      | Sully              | 1790-1801        | Administrative et électorale | En 1790, lors de la création des cantons, districts et départements, la commune de Viglain est rattachée au canton de Sully. Les cantons sont supprimés, en tant que découpage administratif, par une loi du 26 juin 1793, et ne conservent qu'un rôle électoral. Ils permettent l’élection des électeurs du second degré chargés de désigner les députés. Ils acquièrent une fonction administrative avec la disparition des districts en 1795. |
| Canton                      | Sully              | 1801-2015        | Administrative et électorale | Sous le Consulat, un redécoupage territorial visant à réduire le nombre de justices de paix ramène le nombre de cantons dans le Loiret de 59 à 31. Viglain est alors rattachée au canton de Sully par arrêté du 9 vendémiaire an X (30 septembre 1801),. |
| Canton                      | Sully-sur-Loire    | 2015-            | Électorale                   | La loi du 17 mai 2013 et ses décrets d'application publiés en février et mars 2014 introduisent un nouveau découpage territorial pour les élections départementales. La commune est alors rattachée au canton de Sully-sur-Loire. Depuis cette réforme, plus aucun service de l'État n'exerce sa compétence sur un territoire s'appuyant sur le nouveau découpage cantonal. Le canton a disparu en tant que circonscription administrative de l'État ; il est désormais uniquement une circonscription électorale destinée à l'élection d'un binôme de conseillers départementaux siégeant au conseil départemental. |
| Arrondissement              | Gien               | 1801-1926        | Administrative               | Viglain est rattachée à l'arrondissement de Gien par arrêté du 9 vendémiaire an X (30 septembre 1801),. |
| Arrondissement              | Orléans            | 1926-            | Administrative               | Sous la Troisième République, en raison d'un endettement considérable et de l'effort nécessaire pour la reconstruction post-Première Guerre mondiale, la France traverse une crise financière. Pour réduire les dépenses de l’État, Raymond Poincaré fait voter plusieurs décrets-lois réformant en profondeur l’administration française : 106 arrondissements sont ainsi supprimés, dont ceux de Gien et de Pithiviers dans le Loiret par décret du 10 septembre 1926. Viglain est ainsi transférée de l'arrondissement de Gien à celui d'Orléans,.                                                                |
| Circonscription législative | 3e circonscription | 2010-            | Électorale                   | Lors du découpage législatif de 1986, le nombre de circonscriptions législatives passe dans le Loiret de 4 à 5. Un nouveau redécoupage intervient en 2010 avec la loi du 23 février 2010. En attribuant un siège de député « par tranche » de 125 000 habitants, le nombre de circonscriptions par département varie désormais de 1 à 21,. Dans le Loiret, le nombre de circonscriptions passe de cinq à six. La réforme n'affecte pas Viglain qui reste rattachée à la troisième circonscription. |

#### Collectivités de rattachement
La commune de Viglain est rattachée au département du Loiret et à la région Centre-Val de Loire, à la fois circonscriptions administratives de l'État et collectivités territoriales.

### Politique et administration municipales

#### Conseil municipal et maire
Depuis les élections municipales de 2014, le conseil municipal  de Viglain, commune de moins de 1 000 habitants, est élu au scrutin majoritaire plurinominal à deux tours, les électeurs pouvant modifier les listes, panacher, ajouter ou supprimer des candidats sans que le vote soit nul, pour un mandat de six ans renouvelable. Il est composé de 15 membres. L'exécutif communal, est constitué par le maire, élu par le conseil municipal, parmi ses membres, pour un mandat de six ans, c'est-à-dire pour la durée du mandat du conseil.
| Période | Période  | Identité            | Étiquette | Qualité |
| ------- | -------- | ------------------- | --------- | ------- |
| 1816    | 1834     | Jean-François Mahin |           |         |
| 1834    | 1852     | Jean-Charles Bouvet |           |         |
| 1852    | 1870     | Antoine Besson      |           |         |
| 1870    | 1876     | Paul Pichelin       |           |         |
| 1876    | 1881     | Charles Bouvet      |           |         |
| 1881    | 1886     | MoïseDumuys         |           |         |
| 1886    | 1888     | Félix Dupuis        |           |         |
| 1888    | 1892     | Rugène Farnault     |           |         |
| 1892    | 1895     | Jean Bernier        |           |         |
| 1895    | 1896     | Léopold Brezillon   |           |         |
| 1896    | 1919     | Félix Dupuis        |           |         |
| 1919    | 1920     | Étienne Burgevin    |           |         |
| 1920    | 1933     | Élie Morin          |           |         |
| 1933    | 1947     | Antoni Aubier       |           |         |
| 1947    | 1959     | Maurice Prevost     |           |         |
| 1959    | 1977     | Marcel Legrand      |           |         |
| 1977    | 1995     | Michel Loiseau      |           |         |
| 1995    | En cours | René Hodeau         |           |         |

## Équipements et services

### Environnement

#### Gestion des déchets
En  2016, la commune est membre du SICTOM de la région de Châteauneuf-sur-Loire, créé en 1976. Celui-ci assure la collecte et le traitement des ordures ménagères résiduelles, des emballages ménagers recyclables  et des encombrants en porte à porte et du verre en points d’apport volontaire. Un réseau de dix déchèteries accueille les encombrants et autres déchets spécifiques (déchets verts, déchets dangereux, gravats, ferraille, cartons…). La déchèterie la plus proche est située sur la commune de Sully-sur-Loire. L'élimination et la valorisation énergétique des déchets ménagers et de ceux issus de la collecte sélective sont effectuées par le SYCTOM de Gien-Châteauneuf-sur-Loire qui comprend un centre de transfert de déchets ménagers et un centre de stockage de déchets ultimes (CSDU) de classe II à Saint-Aignan-des-Gués ainsi qu'une usine d’incinération des ordures ménagères à Gien-Arrabloy.
Depuis le 1er janvier 2017, la « gestion des déchets ménagers » ne fait plus partie des compétences de la commune mais est une compétence obligatoire de la communauté de communes du Val de Sully en application de la loi NOTRe du 7 août 2015.

#### Production et distribution d'eau
Le service public d’eau potable est une compétence obligatoire des communes depuis l’adoption de la loi du 30 décembre 2006 sur l’eau et les milieux aquatiques. Au 31 décembre 2016, la production et la distribution de l'eau potable sur le territoire communal sont assurées par la commune elle-même.
La loi NOTRe du 7 août 2015 prévoit que le transfert des compétences « eau et assainissement » vers les communautés de communes sera obligatoire à compter du 1er janvier 2020. Le transfert d’une compétence entraîne  de  facto la mise à disposition gratuite de plein droit des biens, équipements et services publics utilisés, à la date du transfert, pour l'exercice de ces compétences et la substitution de la communauté dans les droits et obligations des communes,.

#### Assainissement
La compétence assainissement, qui recouvre obligatoirement la collecte, le transport et l’épuration des eaux usées, l’élimination des boues produites, ainsi que le contrôle des raccordements aux réseaux publics de collecte, est assurée  par la commune elle-même.
La commune est raccordée à une station d'épuration située sur le territoire communal, mise en service le 1er décembre 2006 et dont la capacité nominale de traitement est de  795 EH, soit 177 m3/jour. Cet équipement utilise un procédé d'épuration de type lagunage naturel,.
L’assainissement non collectif (ANC) désigne les installations individuelles de traitement des eaux domestiques qui ne sont pas desservies par un réseau public de collecte des eaux usées et qui doivent en conséquence traiter elles-mêmes leurs eaux usées avant de les rejeter dans le milieu naturel. Depuis le 1er janvier 2017, la communauté de communes du Val de Sully, issue de la fusion des communautés de communes du Sullias et de Val d'Or et Forêt, ainsi que du rattachement de la commune de Vannes-sur-Cosson , assure le service public d'assainissement non collectif (SPANC). Celui-ci a pour mission de vérifier la bonne exécution des travaux de réalisation et de réhabilitation, ainsi que le bon fonctionnement et l’entretien des installations,.

### Enseignement
Viglain est située dans l'académie d'Orléans-Tours et dans la circonscription de Châteauneuf-sur-Loire. La commune possède une école primaire publique, un restaurant scolaire municipal et une garderie municipale.

### Services culturels
La commune possède une bibliothèque municipale en liaison avec la bibliothèque départementale du Loiret (BDL).

### Santé
Sur la place du village, la commune dispose depuis 2013 d'une maison de santé rurale comprenant : un kinésithérapeute et un cabinet d'infirmiers. En 2016 un cabinet médical rural a vu le jour pour accueillir fin 2017 un médecin généraliste.

## Population et société

### Démographie
L'évolution du nombre d'habitants est connue à travers les recensements de la population effectués dans la commune depuis 1793. Pour les communes de moins de 10 000 habitants, une enquête de recensement portant sur toute la population est réalisée tous les cinq ans, les populations de référence des années intermédiaires étant quant à elles estimées par interpolation ou extrapolation. Pour la commune, le premier recensement exhaustif entrant dans le cadre du nouveau dispositif a été réalisé en 2007.

En 2022, la commune comptait 854 habitants, en évolution de −2,51 % par rapport à 2016 (Loiret : +1,89 %, France hors Mayotte : +2,11 %).
| 1793 | 1800 | 1806 | 1821 | 1831 | 1836 | 1841 | 1846 | 1851 |
| ---- | ---- | ---- | ---- | ---- | ---- | ---- | ---- | ---- |
| 392  | 405  | 375  | 407  | 403  | 454  | 410  | 444  | 453  |

| 1856 | 1861 | 1866 | 1872 | 1876 | 1881 | 1886 | 1891 | 1896 |
| ---- | ---- | ---- | ---- | ---- | ---- | ---- | ---- | ---- |
| 515  | 496  | 572  | 633  | 693  | 785  | 780  | 854  | 885  |

| 1901 | 1906 | 1911 | 1921 | 1926 | 1931 | 1936 | 1946 | 1954 |
| ---- | ---- | ---- | ---- | ---- | ---- | ---- | ---- | ---- |
| 860  | 845  | 817  | 731  | 700  | 668  | 624  | 602  | 572  |

| 1962 | 1968 | 1975 | 1982 | 1990 | 1999 | 2006 | 2007 | 2012 |
| ---- | ---- | ---- | ---- | ---- | ---- | ---- | ---- | ---- |
| 551  | 560  | 623  | 698  | 779  | 832  | 873  | 879  | 881  |

| 2017 | 2022 | - | - | - | - | - | - | - |
| ---- | ---- | - | - | - | - | - | - | - |
| 871  | 854  | - | - | - | - | - | - | - |

### Vie sportive
- Le golf de Sully-sur-Loire est situé sur le territoire de la commune[97] ;
- Club de gymnastique
- Tennis Club (en sommeil en 2018)
- Association Sportive Isdes - Vannes - Villemurlin - Viglain (football)
- Club Automodélisme de Viglain
- Les Amis du Tout-Terrain
- Sully 4L sports

### Vie associative
Les ACPG-CATM-TOE, le Club des Aînés, l'Association des Parents d'élèves, la Coopérative scolaire et l'USEP, les Miniatures de Viglain, le Club jeunes, l'Association pour le Patrimoine de Viglain, l'AMAP du Bec d'Able, Musique et Improvisations.

## Économie
Viglain regroupe plusieurs commerces : une épicerie-point poste-point Internet, une boulangerie-pâtisserie, une boucherie-charcuterie commerce de bestiaux, une vente directe de légumes Bio à la ferme, deux bar-restaurants.
L'artisanat comprend deux techniciens des espaces verts, un atelier de menuiserie métallique et serrurerie, une société de chaudronnerie et tôlerie industrielle, un fabricant d'échappements inox et d'ensembles mécano soudés, un vendeur-réparateur de vélos d'occasion, un transporteur de passagers et de fret par hélicoptère (départ aérodrome de St Denis de l'Hôtel), un électricien, un multi-services du bâtiment, un taxi, une entreprise de terrassement-assainissement, une faisanderie, un salon de coiffure, une esthéticienne à domicile, un carpodrome, un producteur de spectacles et de magie et deux gîtes ruraux.

## Culture locale et patrimoine

### Lieux et monuments
- Le Château de Beauregard – XVIe siècle

## Patrimoine
- L'église Saint-André des XIIe, XVIe et XIXe siècles[A 1] ;
- Le château au lieu-dit Beauregard des XVIe et XIXe siècles[A 2] ;
- Une maison du XVIIIe au lieu-dit Le Béon[A 3] ;
- Plusieurs fermes des XVIIIe, XIXe et XXe siècles[A 4] ;
- Une maison datant de 1896[A 5].
- Le lavoir communal